# Фелісіті Гаффман

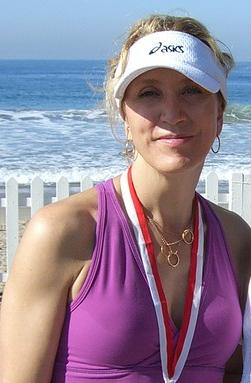
Фелісіті Гаффман

Фелісіті Кендалл Гаффман (англ. Felicity Kendall Huffman, 9 грудня 1962, Бредфорд, Нью-Йорк, США) — американська акторка й кінорежисерка.
Фелісіті Гаффман здобула справжню популярність роллю Лінетт Скаво в телесеріалі «Відчайдушні домогосподарки». Ця робота в 2005 році принесла їй премію «Еммі». У 2006 році здобула «Золотий глобус» у категорії «Найкраща жіноча роль у драмі» і була номінована на «Оскар» за головну роль у кінодрамі «Трансамерика». 
Живе в Лос-Анджелесі з батьком своїх двох дітей, актором Вільямом Мейсі.

## Фільмографія

### Фільми
| Рік  | Назва українською            | Назва англійською                                 | Роль                      | Примітки               |
| ---- | ---------------------------- | ------------------------------------------------- | ------------------------- | ---------------------- |
| 1988 | Солодка фабрика              | Lip Service                                       | Продавчиня                |                        |
| 1988 | Все змінюється               | Things Change                                     | Касирка                   |                        |
| 1990 | Виворіт долі                 | Reversal of Fortune                               | Мінні                     |                        |
| 1992 | Сипучі піски: Немає виходу   | Quicksand: No Escape                              | Джуліанна Рейнхард        |                        |
| 1992 | Водяний мотор                | The Water Engine                                  | Танцюристка               |                        |
| 1992 | Серце справедливості         | The Heart of Justice                              | Енн                       |                        |
| 1995 | Хакери                       | Hackers                                           | Представниця звинувачення |                        |
| 1996 | Плач великого міста          | Harrison: Cry of the City                         | Пеггі Маклін              |                        |
| 1997 | Іспанська в'язень            | The Spanish Prisoner                              | Пет Маккан                |                        |
| 1999 | Невелике справу про вбивство | A Slight Case of Murder                           | Кіт Ваннамакер            |                        |
| 1999 | Магнолія                     | Magnolia                                          | Синтія                    |                        |
| 2001 | швидке рішення               | Snap Decision                                     | Керрі Діксон              |                        |
| 2002 | Шлях до війни                | Path to War                                       | Леді Берд Джонсон         |                        |
| 2002 | Двері в двері                | Door to Door                                      | Мати Джо                  | камео                  |
| 2003 | Пошуки будинки               | House Hunting                                     | Шейла                     | Короткометражний фільм |
| 2004 | Модна мамуся                 | Raising Helen                                     | Ліндсей Девіс             |                        |
| 2004 | Оборотні помилки             | Reversible Errors                                 | Джилліан Салліван         |                        |
| 2004 | Різдво з невдахами           | Christmas with the Kranks                         | Меррі                     |                        |
| 2005 | Трансамерика                 | Transamerica                                      | Брі «Сабріна» Осборн      |                        |
| 2006 | Пригоди сніговика            | Choose Your Own Adventure: The Abominable Snowman | Ніна                      | Озвучування            |
| 2007 | Крута Джорджія               | Georgia Rule                                      | Ліллі Вілкокс             |                        |
| 2008 | Фібі в Країні чудес          | Phoebe in Wonderland                              | Гілларі Ліхштейн          |                        |
| 2010 | Лестер                       | Lesster                                           | Місіс Гірі                | Як режисерка           |
| 2013 | Довірся мені                 | Trust Me                                          | Агнес                     |                        |
| 2014 | Некерований                  | Rudderless                                        | Емілі                     |                        |
| 2014 | Велика гра                   | Big Game                                          | Директор ЦРУ              |                        |
| 2014 | Торт                         | Cake                                              | Аннет                     |                        |
| 2015 | Крадіжка автомобілів         | Stealing Cars                                     | Кімберлі Ваєтт            |                        |
| 2015 |                              | Zendog                                            | Ніколь                    |                        |
| 2015 | Чокнута                      | Cake                                              | Аннетт                    |                        |
| 2017 |                              | Krystal                                           | Поппі Оґберн              |                        |
| 2019 |                              | Otherhood                                         | Гелен Галстон             |                        |
| 2019 |                              | Tammy's Always Dying                              | Теммі Макдоналд           |                        |

### Телебачення
| Рік        | Назва українською          | Назва англійською             | Роль                              | Примітки            |
| ---------- | -------------------------- | ----------------------------- | --------------------------------- | ------------------- |
| 1978       | ABC Спеціально після школи | ABC Afterschool Specials      | Сара Грін                         | 1 епізод            |
| 1991       | Золоті роки                | Golden Years                  | Террі Спанн                       | мінісеріал          |
| 1992       | Людський фактор            | The Human Factor              |                                   | 1 епізод            |
| 1992       | Ворон                      | Raven                         | Шерон Пріор                       | 1 епізод            |
| 1993       | Секретні матеріали         | The X Files                   | докторка Ненсі да Сільва          | 1 епізод            |
| 1996       | Казки на ніч               | Bedtime                       | Донна                             | мінісеріал          |
| 1996       | завтра настане сьогодні    | Early Edition                 | Детективка Тегліатті              | 1 епізод            |
| 1997       | Злочинний світ             | The Underworld                |                                   | Телевізійний пілот  |
| 1997       | Надія Чикаго               | Chicago Hope                  | Еллі Стоктон                      | 1 епізод            |
| 1992, 1997 | Закон та порядок           | Law & Order                   | Діана Перкінс                     | 2 епізоду           |
| 1998-2000  | Ніч спорту                 | Sports Night                  | Дана Вітакер                      | 45 епізодів         |
| 2001       | Серцевий департамент       | The Heart Department          | Докторка Ліза Пек                 | Телевізійний пілот  |
| 2002       | Західне крило              | The West Wing                 | Начальниця штабу сенату Енн Старк | 1 епізод            |
| 2002       | Жіночий клуб               | Girls Club                    | Маршу Голден                      | 1 епізод            |
| 2003       | Розвал                     | Out of Order                  | Лора Голм                         | мінісеріал          |
| 2003       | Фрейзьєр                   | Frasier                       | Джулія Вілкокс                    | 8 епізодів          |
| 2004       | Окружний прокурор          | The D.A.                      | Окружна прокурорка Шарлотта Елліс | 3 епізоду           |
| 2006       | Студія 60 на Сансет-Стріп  | Studio 60 on the Sunset Strip | Камео                             | 1 епізод            |
| 2004-2012  | Відчайдушні домогосподарки | Desperate Housewives          | Лінетт Скаво                      | 180 епізодів        |
| 2013       | Бумеранг                   | Boomerang                     | Марджі Гамільтон                  | Телевізійний пілот  |
| 2016       |                            | Presence                      | Герцогиня Аведон                  |                     |
| 2015-2017  | Американський злочин       | American Crime                | Жаннет Гесбі (та ін.)             | 29 епізодів         |
| 2017       | Кінь БоДжек                | BoJack Horseman               | голос                             | 2 епізоди           |
| 2017       |                            | Libby and Malcolm             | Ліббі Райт                        | телефільм           |
| 2018       | Знайти коротуна            | Get Shorty                    | Спецагентка Клара Діллард         | 7 епізодів          |
| 2019       | Коли вони нас бачать       | When They See Us              | Лінда Файрштайн                   | мінісеріал, 3 серії |

### Театр
| Рік       | Назва                               | Примітка                                                                     |
| --------- | ----------------------------------- | ---------------------------------------------------------------------------- |
| 1982      | A Taste of Honey                    | Stage Theatre, New York City                                                 |
| 1986      | Been Taken                          | 18th Street Playhouse, New York City                                         |
| 1988      | пошевеливаться                      | Royale Theatre                                                               |
| 1988      | Boys' Life                          | Mitzi E. Newhouse Theatre, New York City                                     |
| 1989      | Bobby Gould in Hell                 | Lincoln Center Theater                                                       |
| 1990      | Grotesque Love Songs                | New York City                                                                |
| 1994      | Shaker Heights                      | New York City                                                                |
| 1995      | Dangerous Corner                    | off-Broadway production                                                      |
| 1995-1996 | The Cryptogram                      | American Repertory Theatre, Cambridge, Massachusetts off-Broadway production |
| 1997      | The Joy of Going Somewhere Definite | Atlantic Theater Company, New York City                                      |
| 1999      | Boston Marriage                     | American Repertory Theatre, Hasty Pudding Theatre, Cambridge, Massachusetts  |
| 1999      | Oh, Hell!                           | Lincoln Center, New York City                                                |
| 2000      | The Loop                            | New York City                                                                |
| 2000      | Jake's Women                        | Old Globe Theatre                                                            |
| 2000      | Три сестри                          | Philadelphia Festival Theatre                                                |
| 2012      | November                            | Mark Taper Forum                                                             |

## Нагороди й номінації
| Нагорода                          | Рік  | Категорія                                               | Робота                     | Результат |
| --------------------------------- | ---- | ------------------------------------------------------- | -------------------------- | --------- |
| Оскар                             | 2006 | Найкраща жіноча роль                                    | Трансамерика               | Номінація |
| Золотий глобус                    | 2000 | Найкраща жіноча роль у телесеріалі — комедія або мюзикл | Ніч спорту                 | Номінація |
| Золотий глобус                    | 2005 | Найкраща жіноча роль у телесеріалі — комедія або мюзикл | Відчайдушні домогосподарки | Номінація |
| Золотий глобус                    | 2006 | Найкраща жіноча роль у телесеріалі — комедія або мюзикл | Відчайдушні домогосподарки | Номінація |
| Золотий глобус                    | 2006 | Найкраща жіноча роль — драма                            | Трансамерика               | Перемога  |
| Золотий глобус                    | 2007 | Найкраща жіноча роль у телесеріалі — комедія або мюзикл | Відчайдушні домогосподарки | Номінація |
| Золотий глобус                    | 2016 | Найкраща жіноча роль мінісеріалу або телефільму         | Американський злочин       | Номінація |
| Золотий глобус                    | 2017 | Найкраща жіноча роль мінісеріалу або телефільму         | Американський злочин       | Номінація |
| Прайм-тайм премія «Еммі»          | 2005 | Найкраща жіноча роль у комедійному телесеріалі          | Відчайдушні домогосподарки | Перемога  |
| Прайм-тайм премія «Еммі»          | 2007 | Найкраща жіноча роль у комедійному телесеріалі          | Відчайдушні домогосподарки | Номінація |
| Прайм-тайм премія «Еммі»          | 2015 | Найкраща жіноча роль у мінісеріалі або телефільмі       | Американський злочин       | Номінація |
| Прайм-тайм премія «Еммі»          | 2016 | Найкраща жіноча роль у мінісеріалі або телефільмі       | Американський злочин       | Номінація |
| Прайм-тайм премія «Еммі»          | 2017 | Найкраща жіноча роль у мінісеріалі або телефільмі       | Американський злочин       | Номінація |
| Премія Гільдії кіноакторів        | 2000 | Найкращий акторський склад у комедійному серіалі        | Ніч спорту                 | Номінація |
| Премія Гільдії кіноакторів        | 2005 | Найкращий акторський склад у комедійному серіалі        | Відчайдушні домогосподарки | Перемога  |
| Премія Гільдії кіноакторів        | 2006 | Найкращий акторський склад у комедійному серіалі        | Відчайдушні домогосподарки | Перемога  |
| Премія Гільдії кіноакторів        | 2006 | Найкраща жіноча роль у комедійному серіалі              | Відчайдушні домогосподарки | Перемога  |
| Премія Гільдії кіноакторів        | 2006 | Найкраща жіноча роль                                    | Трансамерика               | Номінація |
| Премія Гільдії кіноакторів        | 2007 | Найкраща жіноча роль у комедійному серіалі              | Відчайдушні домогосподарки | Номінація |
| Премія Гільдії кіноакторів        | 2007 | Найкращий акторський склад у комедійному серіалі        | Відчайдушні домогосподарки | Номінація |
| Премія Гільдії кіноакторів        | 2008 | Найкращий акторський склад у комедійному серіалі        | Відчайдушні домогосподарки | Номінація |
| Премія Гільдії кіноакторів        | 2009 | Найкращий акторський склад у комедійному серіалі        | Відчайдушні домогосподарки | Номінація |
| Премія Гільдії кіноакторів        | 2017 | Найкраща жіноча роль у мінісеріалі або телефільмі       | Американський злочин       | Номінація |
| Супутник                          | 2004 | Найкраща жіноча роль у мінісеріалі або телефільмі       | Розвал                     | Номінація |
| Супутник                          | 2005 | Найкраща жіноча роль у телесеріалі — комедія або мюзикл | Відчайдушні домогосподарки | Перемога  |
| Супутник                          | 2005 | Найкраща жіноча роль — драма                            | Трансамерика               | Перемога  |
| Супутник                          | 2005 | Найкраща жіноча роль у телесеріалі — комедія або мюзикл | Відчайдушні домогосподарки | Номінація |
| Супутник                          | 2007 | Найкраща жіноча роль у телесеріалі — комедія або мюзикл | Відчайдушні домогосподарки | Номінація |
| Супутник                          | 2011 | Найкраща жіноча роль у телесеріалі — комедія або мюзикл | Відчайдушні домогосподарки | Номінація |
| Супутник                          | 2016 | Найкраща жіноча роль у телесеріалі — драма              | Американський злочин       | Номінація |
| Супутник                          | 2016 | Найкращий акторський склад у телесеріалі                | Американський злочин       | Перемога  |
| Супутник                          | 2017 | Найкраща жіноча роль у телесеріалі — драма / жанр       | Американський злочин       | Номінація |
| Кінопремія «Вибір критиків»       | 2005 | Найкраща жіноча роль                                    | Трансамерика               | Номінація |
| Вибір телевізійних критиків       | 2015 | Найкраща жіноча роль у мінісеріалі або телефільмі       | Американський злочин       | Номінація |
| Вибір телевізійних критиків       | 2016 | Найкраща жіноча роль у мінісеріалі або телефільмі       | Американський злочин       | Номінація |
| Незалежний дух                    | 2006 | Найкраща жіноча роль                                    | Трансамерика               | Перемога  |
| Національна рада кінокритиків США | 2005 | Найкраща жіноча роль                                    | Трансамерика               | Перемога  |

## Скандали
Її звинуватили у хабарництві і махінаціях при вступі дітей у провідні коледжі та університети країни. 12 березня 2019 року акторку заарештували, потім відпустили під заставу в розмірі 250 тисяч доларів. Гаффман визнала себе винною у справі про хабар за навчання доньки.
Їй загрожують штрафи та максимальне покарання у вигляді 20 років в'язниці.